# كير جيلكريست
كير جيلكريست هو ممثل كندي، ولد في 28 سبتمبر 1992 بلندن في المملكة المتحدة.

## أعمال

### أفلام
- (2007) هدوء تام
- (2014) هو يتبع

## وصلات خارجية
- كير جيلكريست على موقع IMDb (الإنجليزية)
- كير جيلكريست على موقع ميتاكريتيك (الإنجليزية)
- كير جيلكريست على موقع أول موفي (الإنجليزية)
- كير جيلكريست على موقع إن إن دي بي (الإنجليزية)
- كير جيلكريست على موقع قاعدة بيانات الفيلم (الإنجليزية)
- كير جيلكريست على موقع كينوبويسك (الروسية)